# Cypraecassis
Genre
Cypraecassis est un genre de mollusques gastéropodes de la famille des Cassidae.

## Liste des espèces
Selon World Register of Marine Species (26 août 2014) :
- Cypraecassis coarctata (G. B. Sowerby I, 1825)
- Cypraecassis rufa (Linnaeus, 1758) -- le Casque rouge
- Cypraecassis tenuis (Wood, 1828)
- Cypraecassis testiculus (Linnaeus, 1758)
- Cypraecassis wilmae Kreipl & Alf, 2000

## Galerie

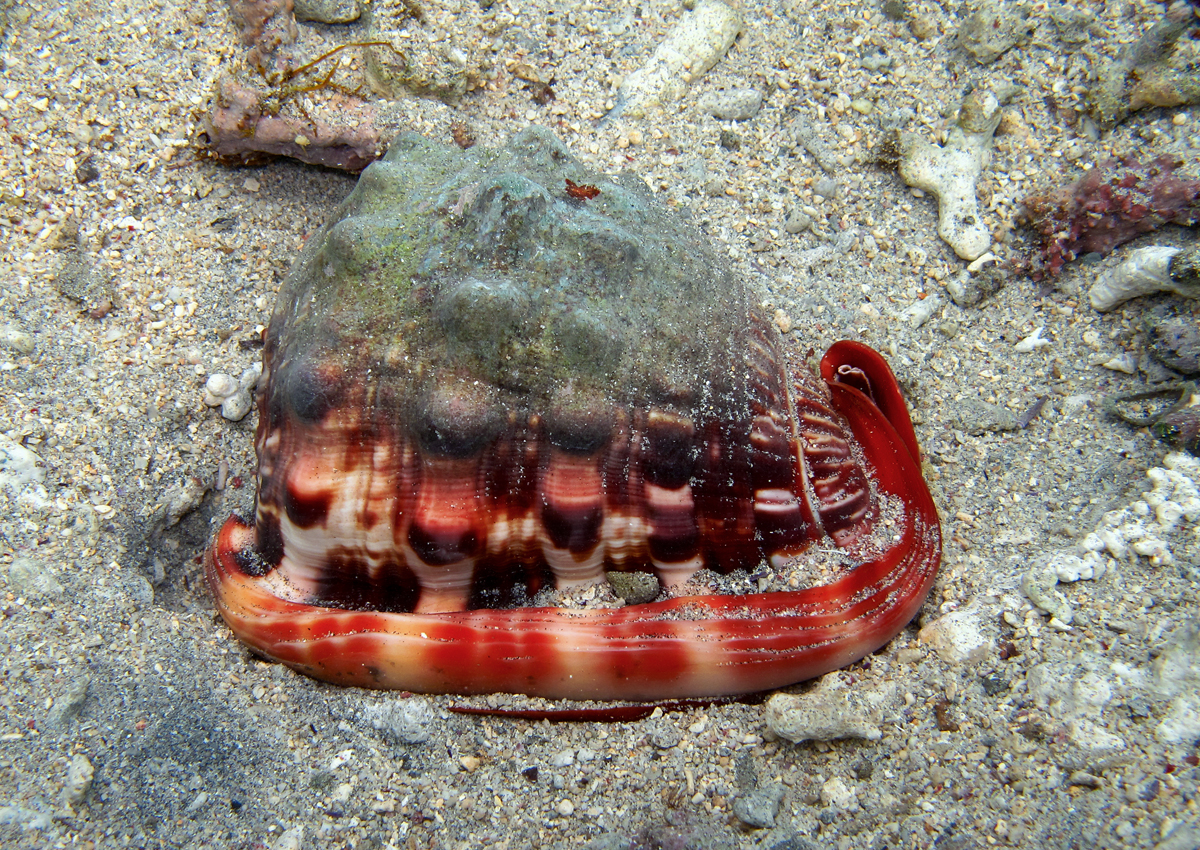
Cypraecassis rufa
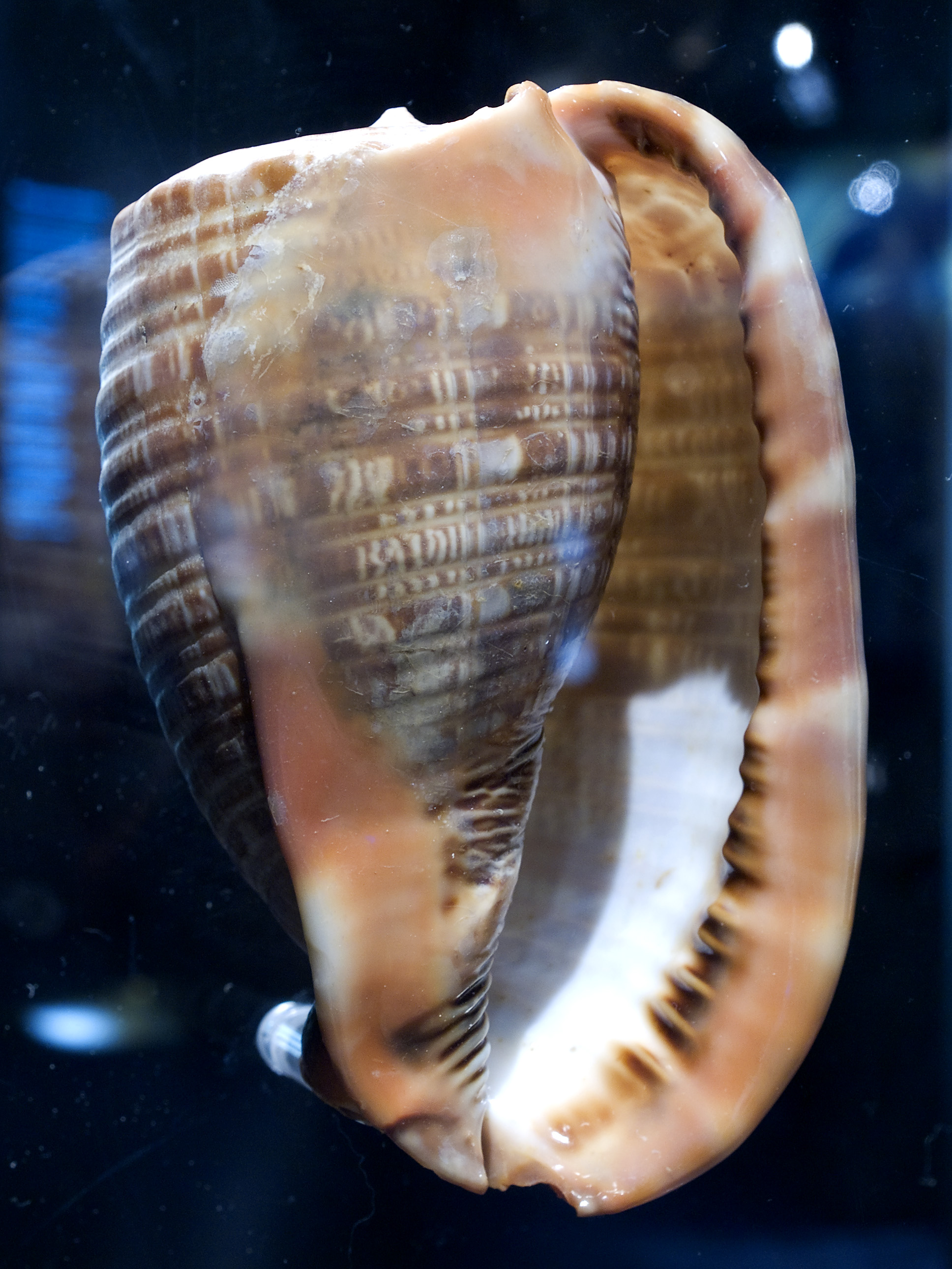
Cypraecassis tenuis
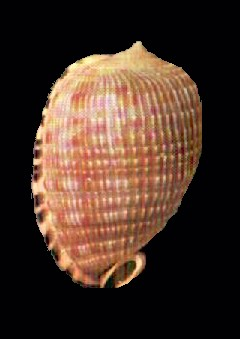
Cypraecassis testiculus